# Phanerochaete globosa
Phanerochaete globosa är en svampart som beskrevs av Sang H. Lin & Z.C. Chen 1990. Phanerochaete globosa ingår i släktet Phanerochaete och familjen Phanerochaetaceae.   Inga underarter finns listade i Catalogue of Life.